# Karl-Thomas Grässel
Karl-Thomas Grässel (Hof, 11 de enero de 1955) es un expiloto de motociclismo alemán que compitió en el Campeonato del Mundo de Motociclismo desde 1978 hasta 1985.

## Biografía
Apodado "Ali" porque se hermana pequeña no podía pronunciar la k de Karl (Karli), debutó en el mundo de la competición en 1975 con la disputa de la carrera de Zotzenberg. Debutó en el Mundial de motociclismo en el Gran Premio de Checoslovaquia de 1978 de 250cc a mandos de una Yamaha y en el que acabó en la posición número 23. No sería hasta 1981 cuando disputaría toda la temporada en el equipo de Dieter Braun. Pero en las tres temporadas que está en este equipo no consigue entrar en la zona de puntos. Mientras tanto, también competía en el Campeonato de Europa de 250cc donde conseguiría un podio en la prueba de Alemania por detrás de Michel Simeon y Reinhold Roth y décimo en la clasificación general. Volvería a repetir una buena actuación en el marco europeo en 1983 cuando conseguiría un podio en Austria y acabaría quinto en la general. En 1984, realiza su mejor carrera en el Mundial con un sexto puesto en el Gran Premio de Sudáfrica. En sus últimas temporadas tan solo cabe destacar un podio en la prueba europea de Alemania de 1985.

## Resultados

### Campeonato del Mundo de Motociclismo

#### Carreras por año
Sistema de puntos desde 1969 a 1987:
| Posición | 1.º | 2.º | 3.º | 4.º | 5.º | 6.º | 7.º | 8.º | 9.º | 10.º |
| Puntos   | 15  | 12  | 10  | 8   | 6   | 5   | 4   | 3   | 2   | 1    |

(Carreras en negrita indica pole position, carreras en cursiva indica vuelta rápida)
| Año  | Clase | Equipo    | Moto    | 1       | 2       | 3       | 4       | 5      | 6     | 7      | 8       | 9      | 10      | 11      | 12     | 13      | 14 | Pts. | Pos. |
| ---- | ----- | --------- | ------- | ------- | ------- | ------- | ------- | ------ | ----- | ------ | ------- | ------ | ------- | ------- | ------ | ------- | -- | ---- | ---- |
| 1978 | 250cc | Yamaha    | VEN -   | ESP -   |         | FRA -   | NAT -   | NED -  | BEL - | SWE -  | FIN -   | GBR -  | GER -   | CZE 23  | YUG -  |         |    | 0    | -    |
| 1979 | 125cc | Yamaha    | VEN -   | AUT -   | GER 13  | NAT -   | ESP -   | YUG -  | NED - | BEL -  | SWE -   | FIN -  | GBR -   | CZE -   | FRA -  |         |    | 0    | -    |
| 1979 | 250cc | Yamaha    | VEN -   |         | GER -   | NAT -   | ESP -   | YUG -  | NED - | BEL -  | SWE -   | FIN -  | GBR -   | CZE 29  | FRA -  |         |    | 0    | -    |
| 1980 | 250cc | Yamaha    | NAT -   | ESP -   | FRA -   | YUG -   | NED -   | BEL -  | FIN - | GBR -  | CZE Ret | GER 15 |         |         |        |         |    | 0    | -    |
| 1981 | 250cc | Yamaha    | ARG Ret |         | GER 16  | NAT 15  | FRA 23  | ESP 17 |       | NED -  | BEL -   | RSM -  | GBR -   | FIN Ret | SWE 18 | CZE 17  |    | 0    | -    |
| 1981 | 350cc | Yamaha    | ARG -   | AUT -   | GER Ret | NAT -   |         |        | YUG - | NED -  |         |        | GBR -   |         |        | CZE -   |    | 0    | -    |
| 1982 | 250cc | Yamaha    |         |         | FRA -   | ESP Ret | NAT -   | NED -  | BEL - | YUG -  | GBR -   | SWE 21 | FIN -   | CZE -   | RSM 18 | GER 16  |    | 0    | -    |
| 1982 | 350cc | Yamaha    | ARG -   | AUT 15  | FRA -   |         | NAT Ret | NED 13 |       |        | GBR 12  |        | FIN Ret | CZE Ret |        | GER Ret |    | 0    | -    |
| 1983 | 250cc | Yamaha    | RSA -   | FRA -   | NAT 17  | GER 16  | ESP -   | AUT -  | YUG - | NED -  | BEL -   | GBR -  | SWE -   |         |        |         |    | 0    | -    |
| 1984 | 250cc | Roemer HF | RSA 6   | NAT 13  | ESP -   | AUT Ret | GER 25  | FRA 19 | YUG - | NED 10 | BEL 20  | GBR 17 | SWE Ret | RSM 13  |        |         |    | 6    | 22.º |
| 1985 | 250cc | Honda     | RSA -   | ESP DNQ | GER 18  | NAT 19  | AUT 21  | YUG -  | NED - | BEL -  | FRA -   | GBR -  | SWE -   | RSM DNQ |        |         |    | 0    | -    |